# Sant Ginèst
Sant Ginèst (francès Saint-Geniès-Bellevue) és un municipi francès situat al departament de l'Alta Garona, a la regió Occitània.